# 18 février 1990
Le dimanche 18 février 1990 est le 49e jour de l'année 1990.

## Naissances
- Brett Gallant, curleur canadien
- Bryan Oviedo, joueur de football costaricain
- Cody Hodgson, joueur de hockey sur glace canadien
- Coosje Smid, actrice néerlandaise
- David Guzmán, joueur de football costaricain
- Didi Gregorius, joueur de baseball néerlandais
- Illart Zuazubiskar, coureur cycliste espagnol
- Kang Sora, actrice sud-coréenne
- Laura Dijkema, volleyeuse néerlandaise
- Maicon Marques Bitencourt, joueur de football brésilien
- Matúš Bubeník, athlète slovaque, spécialiste du saut en hauteur
- Mohamed Mesud, joueur de football éthiopien
- Monica Aksamit, escrimeuse américaine
- Nivea Smith, sprinteuse bahamienne
- Park Shin-hye, actrice sud-coréenne
- Penny Pax, actrice pornographique américaine
- Shelly Fujii, actrice pornographique américano-japonaise
- Choi Sung-Bong, chanteur sud-coréen
- Taner Yalçın, footballeur allemand
- Thomas Bolaers, handballeur belge
- Yann Sauvé, hockeyeur sur glace canadien
- Zsanett Jakabfi, footballeuse hongroise

## Décès
- Frank Ross (né le 12 août 1904), producteur de films américain
- Fritz Paepcke (né le 6 juin 1916), linguiste allemand
- Günther Bornkamm (né le 8 octobre 1905), théologien allemand
- Tor Isedal (né le 20 juillet 1924), acteur suédois

## Événements
- Élections législatives japonaises de 1990
- Découverte de (19983) Inagekiyokazu
- Sortie de l'épisode 7 de la saison 1 des Simpsons :  L'Abominable Homme des bois
- Publication de L'Abominable Homme des bois
- Création de l'association Lesben- und Schwulenverband in Deutschland
- Fin du tournoi de tennis de Chicago (WTA 1990)
- Eric Geboers, sportif belge, gagne l'Enduro motocross du Touquet.